# Zofia Garlińska-Hansen
Zofia Aleksandra Garlińska-Hansen (* 13. Mai 1924 in Kałuszyn, Polen; † 24. Januar 2013 in Warschau) war eine polnische Architektin. Gemeinsam mit ihrem Ehemann Oskar Hansen war sie Autorin der Theorie der Open Form  (1957) und des Linear Continuous Systems (1967). Zofia Garlińska-Hansen und Oskar Hansen arbeiteten zusammen und schufen vor allem in den 1950er und 1960er Jahren architektonische Bauwerke.

## Leben
Zofia Garlińska-Hansen studierte an der Fakultät für Architektur der Technischen Universität Warschau bei dem Vertreter der Moderne Romuald Gutt. Während des Studiums lernte sie ihren späteren Ehemann Oskar Hansen kennen, der zu dieser Zeit ebenfalls Architektur studierte. Die beiden heirateten 1950 und sie schloss 1952 ihr Studium ab.

## Theorie

### Open Form Theory
Zofia Garlińska-Hansen hat gemeinsam mit Oskar Hansen die Theorie der offenen Form, die wichtigste Denkschule der polnischen Architekturmoderne, entwickelt. Diese entstand aus der Skulpturentheorie der polnischen Konstruktivisten Katarzyna Kobro und Władysław Strzemiński, die den Raum als durch menschliche Aktivitäten geformt beschrieben und „einen Spielraum für die Evokation des eigenen latenten Wesens“ ließen. Sie wünschten sich, dass die Architektur eine Kulisse für das Alltägliche und den Alltag der Menschen schaffen sollte, anstatt einfach den statischen Willen des Architekten zu projizieren.

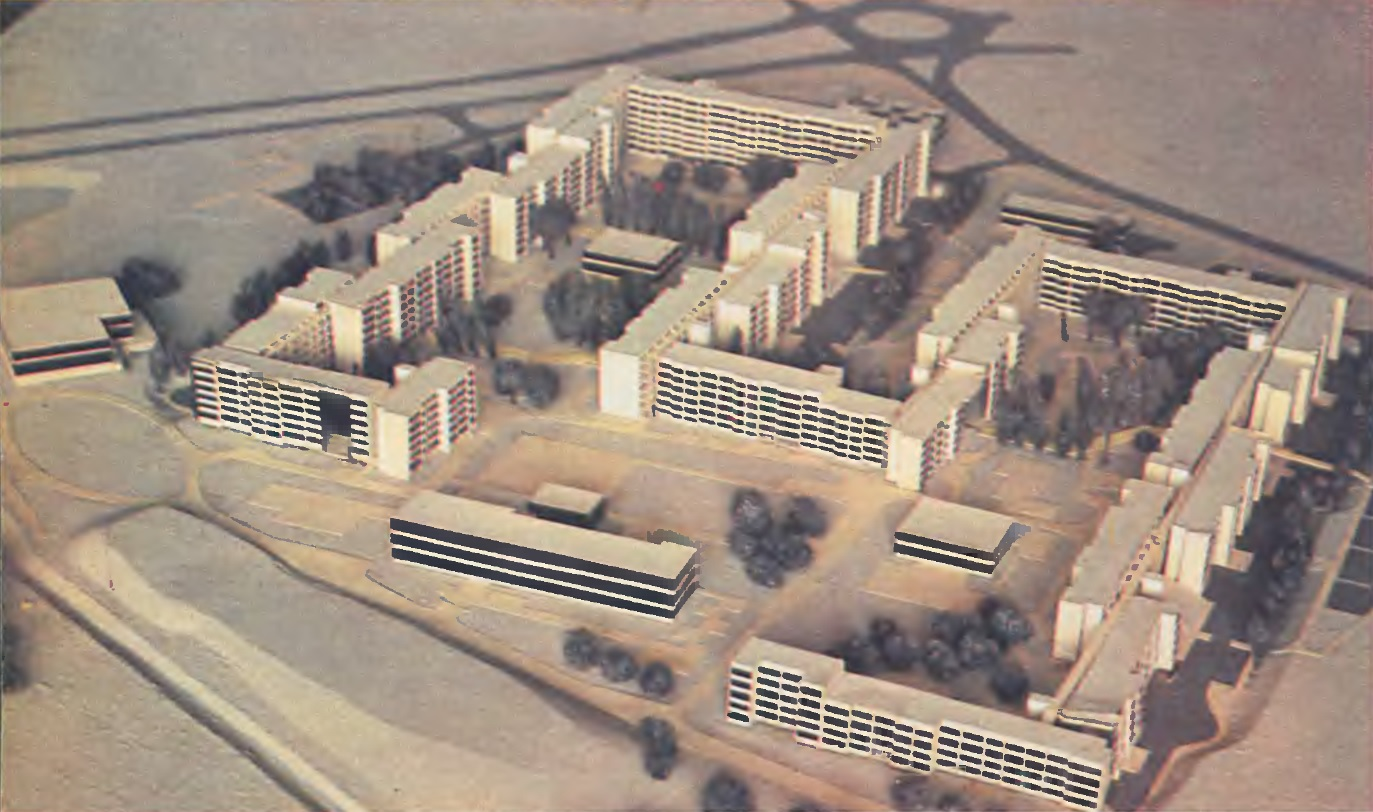
Architekturmodell der Przyczolek-Grochowski-Siedlung in Warschau

### Linear Continuous System
In Erwartung eines Bevölkerungsanstiegs in Polen dehnten die Hansens ihre Theorie der offenen Form auf die Stadtplanung aus, die mit Begriffen wie Anpassungsfähigkeit und Flexibilität verbunden war. Sie betrachteten die bestehenden infrastrukturellen Methoden als veraltet und schlugen das Lineare Kontinuierliche System (LCS) vor, das den Entwurf von Städten linear organisiert. Sie stellten sich ein System von Großstädten vor, das sich in vier parallelen Bändern von Norden nach Süden über Polen erstreckte, um die Idee eines Stadtzentrums und einer es umgebenden Peripherie aufzulösen. Die Ideen hinter LCS wurden in zwei ihrer Projekte umgesetzt, der Juliusz-Słowacki-Siedlung in Lublin und der Przyczółek-Grochowski-Siedlung in Warschau, das aus einer Reihe von Gebäuden bestand, in denen 6.600 Einwohner untergebracht waren. Letzteres erwies sich als ihr umstrittenstes Projekt. Im Jahr 1990 äußerte sie sich kritisch über ihre eigene Arbeit und gestand enttäuscht: „Ich denke, dass Przyczółek Grochowski in praktischer Hinsicht kein Erfolg ist, weil die Menschen dort nicht glücklich sind.“

## Werk

### Realisierte Bauwerke
Zofia Garlińska-Hansen und Oskar Hansen konzentrierten sich bei ihren Bauarbeiten auf den Wiederaufbau Polens nach dem Zweiten Weltkrieg durch mehrere Projekte des sozialen Wohnungsbaus, vor allem in Warschau. Dazu gehören:
- Die Juliusz Słowacki-Siedlung in Lublin (1961)[10]
- Rakowiec (1961–1963)
- Bracławska (1964–1974)
- Przyczółek Grochowski (Grochów-Brückenkopf) (1968–1974)[11]

Zofia Garlińska-Hansen war auch Mitgestalterin der Nationalen Ausstellung für Innenarchitektur in der Galerie Zachęta im Jahr 1957.

### Haus in Szumin
Das Haus in Szumin, ein kleines Giebelhaus in der Region Masowien, ist das räumliche Manifest von Open Form. Ursprünglich wurde es 1968–1970 errichtet, aber je nach den Bedürfnissen seiner Bewohner ständig verändert. Das Innere des Hauses in Szumin war wandelbar und diente nicht nur als Wohnraum, sondern auch als Unterrichtsraum mit didaktischen Werkzeugen, die die Hansens bei ihren Kompositionskursen verwendeten. Es wies eine Stahlkonstruktion auf, die 1977 auf der Biennale von Venedig ausgestellt wurde.

### Nichtrealisierte Bauwerke
Zu den Projekten von Zofia Garlińska-Hansen und Oskar Hansen, die nie realisiert wurden, gehören die folgenden:
- Warschauer Stadthalle (1952)[1]
- Erweiterung der Galeria Zachęta in Warschau mit Lech Tomaszewski und Stanisław Zamecznik (1958)[14]
- Denkmal für die Opfer des KZ Auschwitz (1958)[15]
- Museum für zeitgenössische Kunst Skopje (1966)[1]

## Vermächtnis
Im Jahr 2014 ging ihr Haus in Szumin in die Obhut des Museums für Moderne Kunst in Warschau über. Es wurde eine Erhaltungsstrategie entwickelt, um sowohl die Idee als auch den physischen Aspekt des Ortes zu bewahren. Es wurde auch in die weltweite Liste des Iconic Houses Network aufgenommen.
Obwohl das Ehepaar Zofia Garlińska-Hansen und Oskar Hansen den größten Teil ihrer beruflichen Laufbahn gemeinsam verbrachte, wurden ihre Leistungen von Kritikern und Journalisten oft nur Oskar Hansen zugeschrieben. Filip Springer, der Journalist und Fotograf, der an der Biografie der Hansens mitgearbeitet hat, stellte auch fest, dass Oskar „häufig betonte, dass Zofia selbst eine hervorragende Architektin war. In ihrer Beziehung spielte sie nie die zweite Geige.“